# Hellbilly Deluxe
Hellbilly Deluxe (accompagnato dal sottotitolo 13 Tales of Cadaverous Cavorting Inside the Spookshow International) è il primo album in studio del cantante statunitense Rob Zombie, pubblicato il 25 agosto 1998 dalla Geffen Records.

## Descrizione
Il titolo è una parodia dell'album Hillbilly Deluxe di Dwight Yoakam. Il remix della canzone Dragula è presente nella colonna sonora del film Matrix.
Il sound delle canzoni dell'album è simile a quello degli album dei White Zombie, ma se ne differenzia notevolmente in quanto alcune caratteristiche sono tipiche del solo Rob Zombie, tra le quali si fa notare una maggior presenza dell'elettronica.
Hellbilly Deluxe continua ad essere considerato, anche a distanza di anni, come il miglior lavoro di Rob Zombie.
L'album di remix American Made Music to Strip By è uscito nel 1999, mentre una seconda riedizione, uscita su DVD, risale al 2005.

## Tracce
Testi e musiche di Rob Zombie e Scott Humphrey.
1. Call of the Zombie – 0:30
2. Superbeast – 3:40
3. Dragula – 3:42
4. Living Dead Girl – 3:21
5. Perversion 99 – 1:43
6. Demonoid Phenomenon – 4:11
7. Spookshow Baby – 3:38
8. How to Make a Monster – 1:38
9. Meet the Creeper – 3:13
10. The Ballad of Resurrection Joe and Rosa Whore – 3:55
11. What Lurks on Channel X? – 2:29
12. Return of the Phantom Stranger – 4:31
13. The Beginning of the End – 1:52

## Formazione
- Rob Zombie - voce
- Mike Riggs - chitarra
- Rob Nicholson - basso
- John Tempesta - batteria

## Classifiche

### Classifiche settimanali
| Classifica (1998-99) | Posizione massima |
| -------------------- | ----------------- |
| Australia            | 37                |
| Austria              | 42                |
| Canada               | 2                 |
| Nuova Zelanda        | 19                |
| Regno Unito          | 37                |
| Stati Uniti          | 5                 |
| Svezia               | 45                |

### Classifiche di fine anno
| Classifica (1998) | Posizione |
| ----------------- | --------- |
| Stati Uniti       | 103       |
| Classifica (1999) | Posizione |
| Stati Uniti       | 53        |